# Cooper Tire & Rubber Company
Cooper Tire & Rubber Company est une compagnie américaine, fondée en 1913, spécialisée dans la conception, la fabrication et la vente de pneus. Son siège est à Findlay, Ohio, et, avec une soixantaine d'usines, ateliers, et bureaux dans le monde, la firme emploie 12 890 personnes.

## Histoire
En 1997, la firme a acquis le département « pneus » du manufacturier anglais Avon Rubber plc, Avon Tyres, qui produit des pneumatiques pour l'automobile, la moto et les sports mécaniques. 
En juin 2013, Cooper Tire, alors deuxième plus grand producteur de pneumatiques aux États-Unis et onzième mondial avec un chiffre d'affaires de 4,2 milliards de dollars, est sujet à une OPA par Apollo Tyres, une entreprise indienne, pour 2,6 milliards de dollars.
En février 2021, Goodyear annonce l'acquisition de Cooper Tire & Rubber pour 2,8 milliards de dollars, lui permettant de se renforcer aux États-Unis et en Chine, des pays où Cooper est très présent.

## Production
Cooper Tire produit des pneus sous sa propre marque pour l'automobile, les SUV, les véhicules utilitaires et les camions. En plus de Cooper et d'Avon, Cooper Tire produit aussi des pneumatiques sous les marques Dean Tires, Dick Cepek Tires, Mastercraft Tires, Mentor Tires, Mickey Thompson Tires, Motomaster Tires, Roadmaster Tires et Starfire Tires.

## Compétition automobile

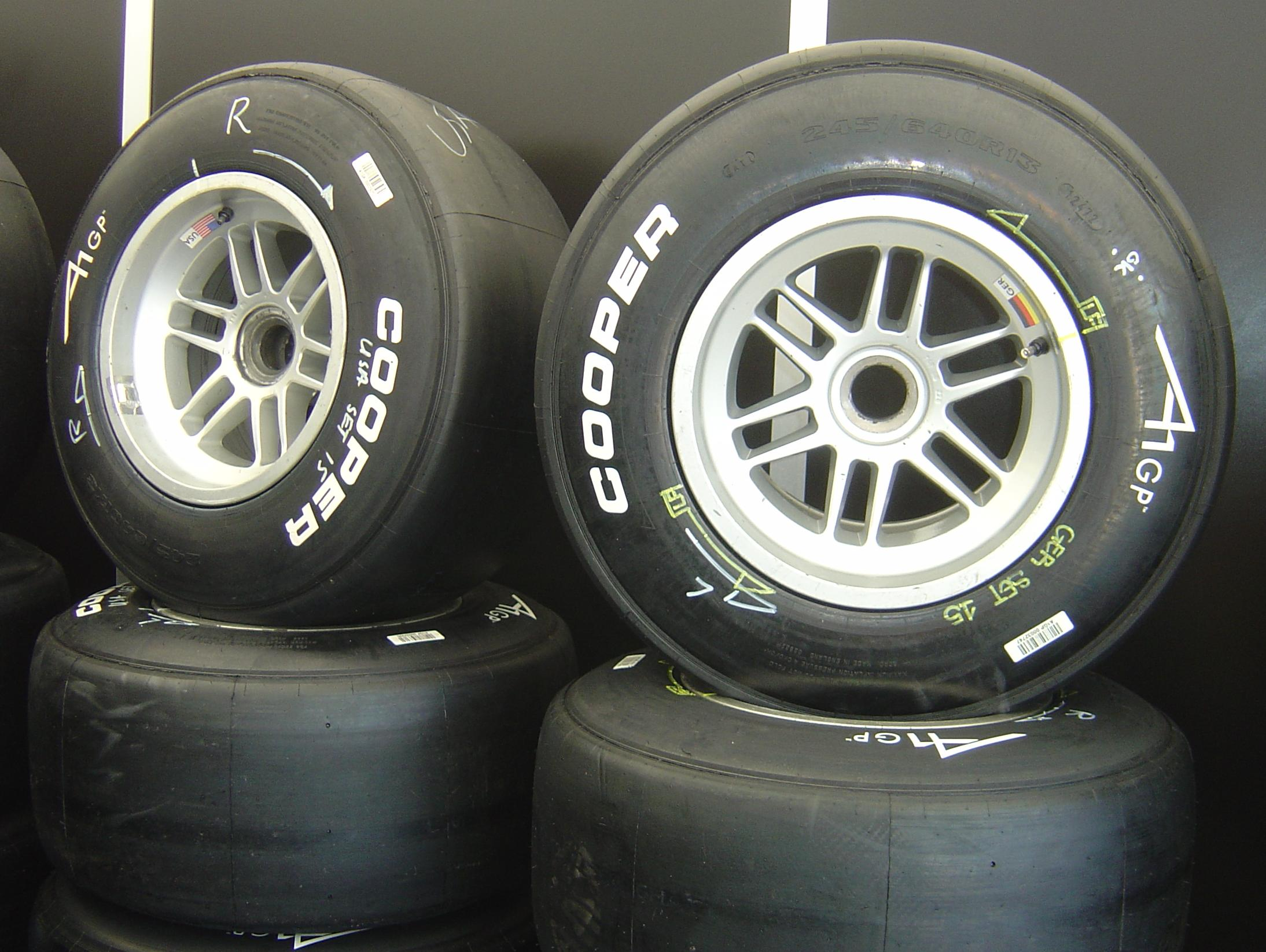
Pneus Cooper de compétition (A1GP)

Avon, alors division d'Avon Rubber plc, a été présent en Formule 1 dans les années 1950, puis en 1981 et 1982.
De 2005 à 2008, Cooper Tire est l'unique fournisseur de la série de monoplaces A1 Grand Prix.
En 2007, Cooper Tire devient le fournisseur du championnat nord-américain Atlantic Championship de même qu'un de ses sponsors principaux. En novembre 2009, le manufacturier signe un contrat de quatre ans avec l'US F2000 National Championship américain pour être son unique fournisseur de pneumatiques et un sponsor principal. La même année, Cooper signe avec l'IMSA pour le championnat nord-américain de Sport-prototypes Cooper Tires Prototype Lites (en) à partir de la saison 2010.
Depuis 1982, Avon Tyres était le fournisseur exclusif de pneumatiques du championnat de Grande-Bretagne de Formule 3. Depuis 2009, ceux-ci ont été rebadgés « Cooper », la firme étant également devenue sponsor et ayant signé à nouveau pour l'être au moins jusqu'en 2014. Avon Tyres équipe également le championnat de Formule 2 FIA depuis sa renaissance en 2009.
En avril 2010, Cooper/Avon répond à l'appel d'offres lancé par la Formula One Teams Association (FOTA)  afin de fournir toutes les écuries du championnat de Formule 1 à partir de 2011 mais n'a pas été retenu par la FIA, au profit du manufacturier italien Pirelli.